# Operacja Cowboy
Operacja Cowboy – akcja przeprowadzona przez 42. szwadron rozpoznawczy amerykańskiej 2 Grupy Kawalerii w mieście Hostouň w zachodniej części Czechosłowacji 28 kwietnia 1945 roku, w ostatnich dniach II wojny światowej w Europie, w celu uratowania cennej kolekcji koni przechowywanej na miejscowej farmie.
Jest to jeden z dwóch znanych przypadków podczas II wojny światowej, kiedy Amerykanie i Niemcy z Wehrmachtu walczyli ramię w ramię przeciwko oddziałom Waffen-SS; drugim była bitwa o zamek Itter.

## Tło
Po Anschlussie Austrii i aneksji Sudetów przez nazistowskie Niemcy w 1938 roku klacze hodowlane rasy lipicańskiej z Hiszpańskiej Szkoły Jazdy w Wiedniu zostały przeniesione do eksperymentalnej farmy w mieście Hostouň w okupowanej części Czechosłowacji. Celem było stworzenie rasy „aryjskich koni”. Szef Hiszpańskiej Szkoły Jazdy, Alois Podhajsky, był słynnym austriackim jeźdźcem i ekspertem w pracy z końmi, brązowym medalistą na Olimpiadzie w 1936 roku. Był również oficerem armii austriackiej, a w 1938 roku został wcielony do Wehrmachtu w stopniu majora. W końcowej fazie II wojny światowej Hostouň znajdował się na drodze postępującej ze Wschodu Armii Czerwonej, a niemieccy żołnierze na farmie nie byli entuzjastycznie nastawieni do poddania się Rosjanom. Po drugiej stronie, na Zachodzie, XII Korpus amerykańskiej 3 Armii generała George’a Pattona również zbliżał się w tej rejon, ścigając się z Sowietami w wyścigu do Pragi.

## Preludium
Niemieccy weterynarze na farmie, dowodzeni przez podpułkownika Huberta Rudofsky’ego, bali się, że Rosjanie zabiją ich konie, ponieważ podczas zajmowania Węgier zabili już całą kolekcję królewskich węgierskich lipicanów. Oficer wywiadu Luftwaffe, podpułkownik Walter Holters, nienależący do personelu farmy, ale zmuszony zatrzymać się na niej z powodu braku paliwa, próbował zawrzeć porozumienie z nacierającymi wojskami amerykańskimi. Nawiązano kontakt z najbliższą jednostką amerykańską w okolicy, 42. szwadronem rozpoznawczym 2 Grupy Kawalerii. Formacja ta, dowodzona przez pułkownika Charlesa H. Reeda, słynęła z odważnych, głębokich rajdów na terytorium przeciwnika. Jednostka była znana wśród żołnierzy niemieckich jako „Duchy Armii Pattona”. Pomimo, że była to jednostka zmechanizowana, wielu oficerów Grupy było jeźdźcami i służyło w oddziałach kawaleryjskich przed mechanizacją. Natychmiast zaplanowali operację ratowania koni.
Operacja nie była prosta z kilku powodów. Po pierwsze, wojska niemieckie na granicy z Czechosłowacją nie były stronami porozumienia i spodziewano się, że będą stawiać opór po wkroczeniu wojsk amerykańskich na ich obszar. Po drugie, wiele z klacz było ciężarnych. Większość pozostałych właśnie urodziła. Ponadto Czechosłowacja znalazła się w sowieckiej strefie wpływów na mocny konferencji jałtańskiej. Nacierająca Armia Czerwona prawdopodobnie nie zgodziłaby się na ewakuację koni, gdyby dotarła na farmę pierwsza.

## Przebieg akcji
Generał Patton, który zgodził się na operację, wydał rozkaz szybkiego utworzenia grupy zadaniowej, ale dostępnych żołnierzy do jej wykonania było niewielu. Wybrano dwa małe oddziały rozpoznawcze kawalerii z samochodami rozpoznawczymi M8 Greyhound, kilkoma haubicami samobieżnymi M8 Scott i dwoma lekkimi czołgami M24 Chaffee oraz piechotą, w sumie 325 ludzi. Grupą zadaniową dowodził major Robert P. Andrews. Droga do farmy miała długość 20 mil przez teren wciąż okupowany przez Niemców. Tysiące niemieckich żołnierzy, w tym dwie osłabione dywizje pancerne, były nadal obecne w okolice. Wśród nich była 11 Dywizja Pancerna, która kilka dni później poddała się w Pasawie.
Po przejściu przez niemieckie umocnienia na granicy, z pomocą wsparcia artyleryjskiego XII Korpusu, Andrews zabezpieczył farmę. Następnie stanął przed zadaniem ewakuacji koni. Ponieważ zwierząt było więcej niż ludzi w jego grupie zadaniowej, Andrews zaciągnął wielu alianckich jeńców wojennych, w tym Brytyjczyków, Nowozelandczyków, Francuzów, Polaków i Serbów, którzy zostali uwolnieni z pobliskich obozów jenieckich. Andrews pownownie wydał również broń pojmanym niemieckim żołnierzom Heer i Luftwaffe. Przyjął również pomoc rosyjskiego antykomunistycznego Kozaka, księcia Amassowa. Amassow dowodził niewielkim oddziałem kawalerii kozackiej, który opuścił niemiecką 1 Dywizję Kawalerii Kozackiej i był obecny w tej okolicy.
Po przybyciu na farmę pułkownik Reed szukał pojazdów, aby przetransportować ciężarne konie i nowonarodzone źrebięta. Tymczasem major Andrews przekazał grupę zadaniową swojemu zastępcy, kapitanowi Thomasowi M. Stewartowi. Zanim udało się ewakuować farmę, siły zadaniowe zostały dwukrotnie zaatakowane przez piechotę Waffen-SS. Oba ataki zostały odparte, a wielu spośród atakujących zostało zabitych i rannych. Jednostka SS poniosła straty i ostatecznie się wycofała. Stewartowi udało się ewakuować wszystkie konie. Na niektórych Amerykanie odjechali wierzchem, a resztę pogonili batami, odchodząc tuż po pojawieniu się na farmie pierwszego radzieckiego czołgu T-34. Zaskoczeni obecnością sojuszników w tym miejscu Sowieci nie sprzeciwili się ewakuacji koni. Operacja została zakończona, gdy wszystkie zwierzęta zostały załadowane na ciężarówki w pobliżu granicy i zabezpieczone za amerykańskimi liniami.

## W kulturze popularnej
Amerykański film wojenny Miracle of the White Stallions z 1963 roku, wyprodukowany przez Walta Disneya, jest luźno oparty na wydarzeniach z operacji Cowboy.